# 晨輝

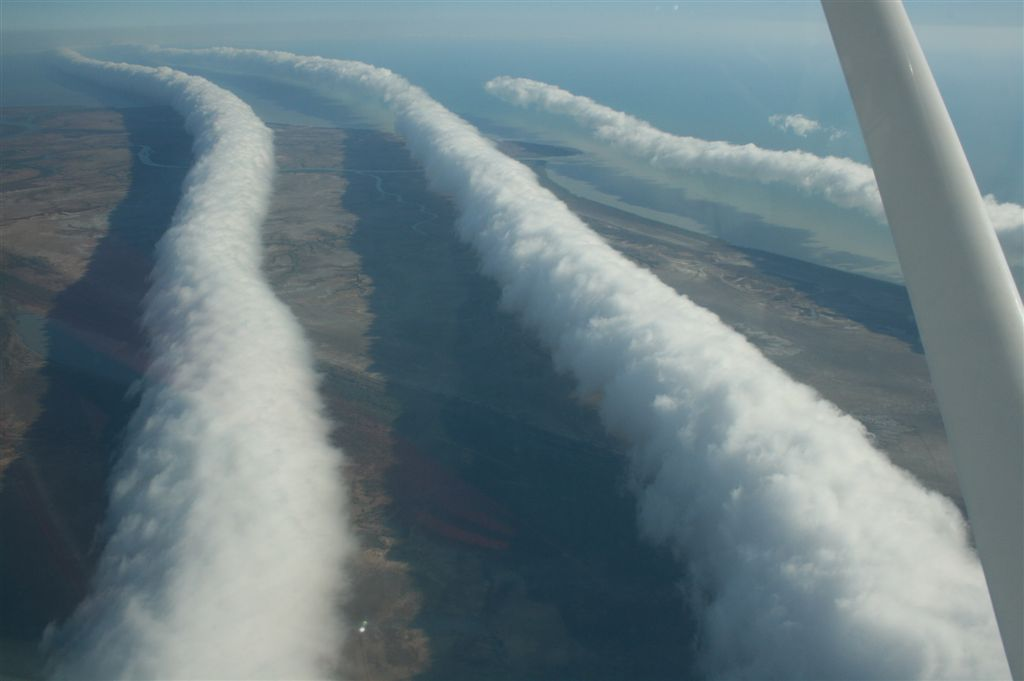
一個形成於澳大利亞昆士蘭州 Burketown與諾曼頓之間的晨輝。

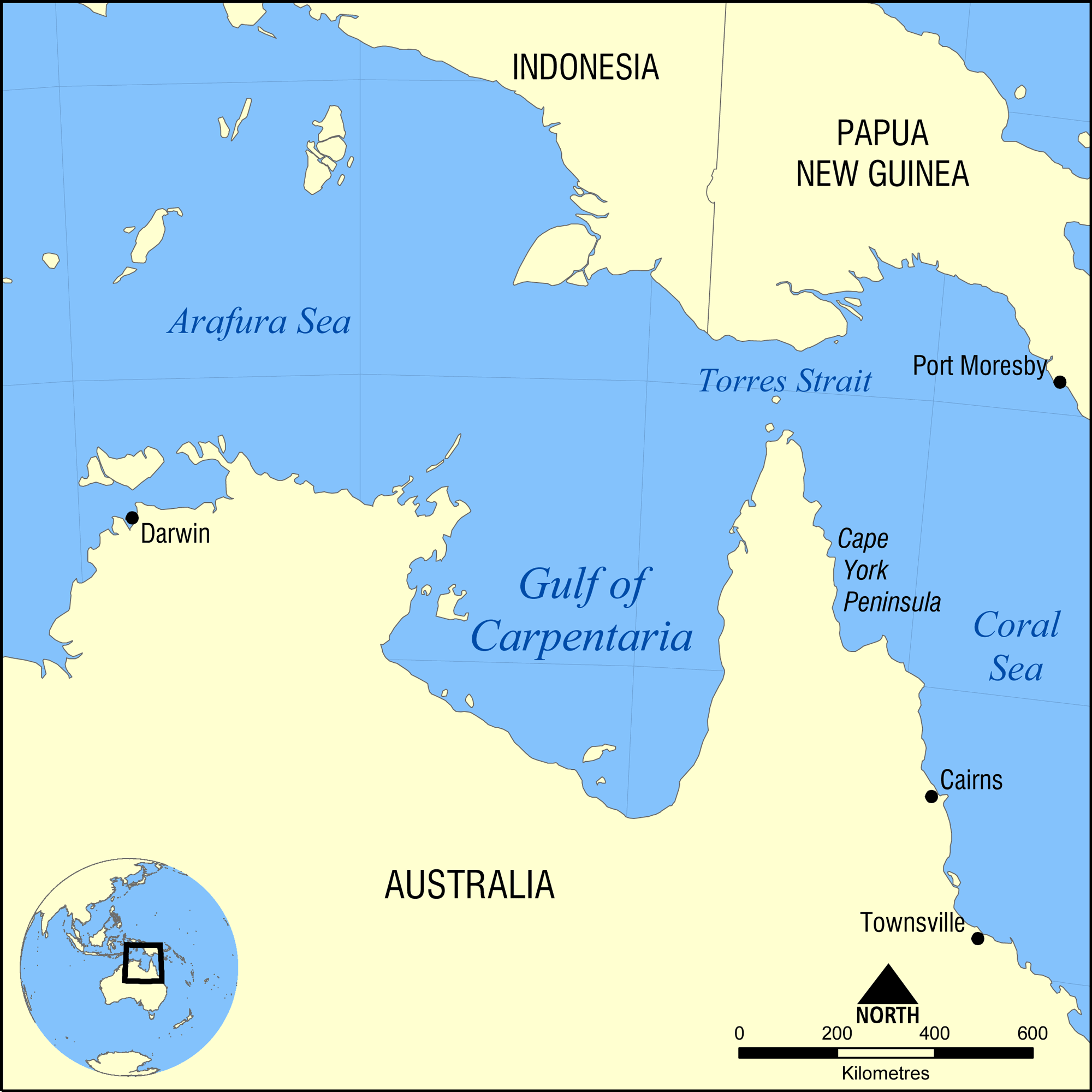
卡奔塔利亞灣的位置

晨輝(morning glory)是一種罕見的氣象現象，是一種雲形成一種長達數十公里的條形狀（Morning Glory cloud，又被称为阵晨风云）的現象。目前只在世界少數地方曾出現過，但當中以在澳大利亞東北部、卡奔塔利亞灣以東的約克角半島出現的最為著名，被譽為「全世界最美麗的破曉景色」。氣象學家估計是由於在半島兩側的氣流令晨輝出現，這亦使當地成為了唯一可以定期預知晨輝出現時間的地點。此外，在加拿大東北部的新斯科舍也有出現過。